# Mine de Gregory/Crinum
 (mars 2025).
Si vous disposez d'ouvrages ou d'articles de référence ou si vous connaissez des sites web de qualité traitant du thème abordé ici, merci de compléter l'article en donnant les références utiles à sa vérifiabilité et en les liant à la section « Notes et références ».
La mine de Gregory/Crinum est une mine à ciel ouvert de charbon située au Queensland en Australie.